# 拉爾夫·托雷斯
拉爾夫·德萊昂·格雷羅·托雷斯（英語：Ralph Deleon Guerrero Torres；1976年8月6日—），是一名北马里亚纳群岛政治人物。他在2014年北馬里亞納群島總督選舉當選為北马里亚纳群岛副总督。
2015年12月29日，總督埃洛伊·伊诺斯因心臟外科手術失血過多逝世，托雷斯繼任為總督。按照憲法，北馬里亞納群島參議院參議院議長維克多·洪松繼任為副總督。
托雷斯批准了一項「公共法律19-42」法案，令市民在購買手槍時需繳付1,000美元消費稅，是美國首項手槍稅。